# Бои при Хартенберге и Гонсенхайме (1795)
Бои при Хартенберге и Гонсенхайме (нем. Gefechte bei Hartenberg und Gonsenheim) — бои между австрийской армией фельдмаршала графа Клерфайта и французскими войсками генерала Франсуа Шааля, произошедшие 30 апреля 1795 года во время войны первой коалиции. Австрийский гарнизон осажденного Майнца, с целью улучшить свои позиции, совершил вылазку и закрепился на достигнутых рубежах.

## Предыстория
Начав 1 ноября 1794 года блокаду Майнца, командование 50-тысячной французской армии (три дивизии) хотело ограничиться наблюдением, но представители Конвента потребовали тесного обложения крепости. С большими усилиями и поспешностью на небольшом расстоянии от укреплений Майнца была построена контрвалационная линия, которая, однако, из-за её протяженности в 14 километров могла быть прорвана противником в любом пункте. Наступившая суровая зима и недостаточное снабжение войск прервали активные действия с обеих сторон. С наступлением весны начались новые действия.
6 апреля осажденный гарнизон сделал вылазку, чтобы помешать строительству французами редута на гонсенхаймском плато напротив форта Хауптштайн. Австрийцы смогли на короткое время захватить возводимый редут, но были отбиты сосредоточенным огнем артиллерии. Одновременная атака на деревню Момбах также закончилась их отходом.
Несмотря на то что австрийский Гофкригсрат постоянно требовал от командующего австрийской армией на нижнем Рейне графа Клерфайта предпринять активные действия по снятию осад с Люксембурга и Майнца, последний, посовещавшись со своими генералами, решил ограничиться только тактическим улучшением позиций вокруг Майнца.
Левое французское крыло обложения располагалось очень близко от главных крепостных верков форта Хауптштайн. Пользуясь этим, французы могли выдвинуть свои аванпосты слишком близко к форту и провести внезапную атаку по его захвату.
Так как французы ещё продолжали осадные работы, и было много не укрепленных ими мест, а также осыпавшихся валов и ретраншементов, вследствие наступления весенней погоды, граф Клерфайт решил выгнать войска противника с Хартенберга и Хартмюле, а затем построить укрепленный лагерь на этом плато, тем самым улучшив свои позиции в случае поступления прямого приказа идти на выручку Люксембургу.
Он поручил фельдцейхмейстеру графу Вартенслебену руководить атакой, которая должна была проводиться 30 апреля. В ночь с 29 на 30 апреля дополнительных 5 батальонов и 4 эскадрона двинулись из лагеря под Кёнигштедтом в Майнц и были разделены вместе с различными войсками гарнизона на авангард и три колонны. Всего 7 батальонов, 18 отдельных рот и 12 эскадронов должны были участвовать в атаке. В эту же ночь граф Клерфайт прибыл в Майнц, чтобы лично присутствовать при начале наступления.

## Ход боев
30 апреля, в половине четвёртого утра, все батареи союзников на островах на Рейне, батарея гартенфельдского редута и батарея напротив Хауптштайна начали обстрел Хартмюле.
Австрийские егеря при поддержке гусар атаковали французские аванпосты вдоль всей линии наступления и заставили их отступить.
Когда полковник Кнезевич с двумя отрядами авангарда был на полпути к цели атаки, артогонь был перенесен на французские укрепления перед Момбахом и на гонсенхаймское плато. Австрийский авангард захватил в штыковой атаке Хартмюле и преследовал гарнизон противника до леса у Момбаха. Была захвачена французская батарея, расположенная перед линией Момбаха, и две пушки и один зарядный ящик попали в руки австрийцев. Генерал Петраш двинулся в поддержку со второй колонной: два батальона — на высоту Хартенберг, и один батальон — по дороге на Момбах.
Генерал Мишель Рено, командующий левым крылом линии французов, пытался остановить дальнейшее продвижение австрийцев пушечным огнем и многочисленными стрелками, действовавшими на гонсенхаймское плато. Однако полковник Кнезевич быстрой атакой отбросил их и попытался овладеть частью укреплений, бывших на острие его атаки. Но все три попытки, поддержанные высадкой десанта ниже Момбаха, были отбиты французами.
Менее чем через час после первой атаки под руководством главного инженера крепости маркиза Шастеллера были начаты земляные работы по строительству укреплений напротив передовых верков Гонсенхайма и на последнем спуске с Хартенберга, напротив Хартмюле, которые активно продолжались даже под сильнейшим огнем со стороны французов. В скором времени австрийцы прикрыли себя земляной насыпью.
Генерал Рено, получивший подкрепление из трех полубригад, решил вернуть Хартмюле. Восемнадцать рот гренадеров под командой командира батальона Буретта перешли через ручей Хонсбах и атаковали Хартмюле и возводимые австрийцами укрепления слева. Одновременно бригада пехоты генерала Аргу атаковала плато справа. Австрийцы отбили обе атаки ружейными залпами и картечным огнем, вынудив французов в беспорядке отступить, а затем стали преследовать их своей кавалерией. Только поддержка двух батальонов, продвинутых вперед генералом Дюсира и открывших залповый огонь, позволила французам отбить атаку вражеской кавалерии.

## Результаты
Австрийцы остались на занятых ими позициях, а французы начали строить линию отдельных редутов, чтобы прикрыть ими свой левый фланг. Этой линией левый фланг был осажен назад и приведен в лучшее соотношение с центром. Осада Майнца французской армией продолжалась.